# Política sanitaria
La política sanitaria es la forma de gobierno mediante la cual se rige la sociedad, se regula, para la búsqueda del bien común en relación con la salud de los ciudadanos.

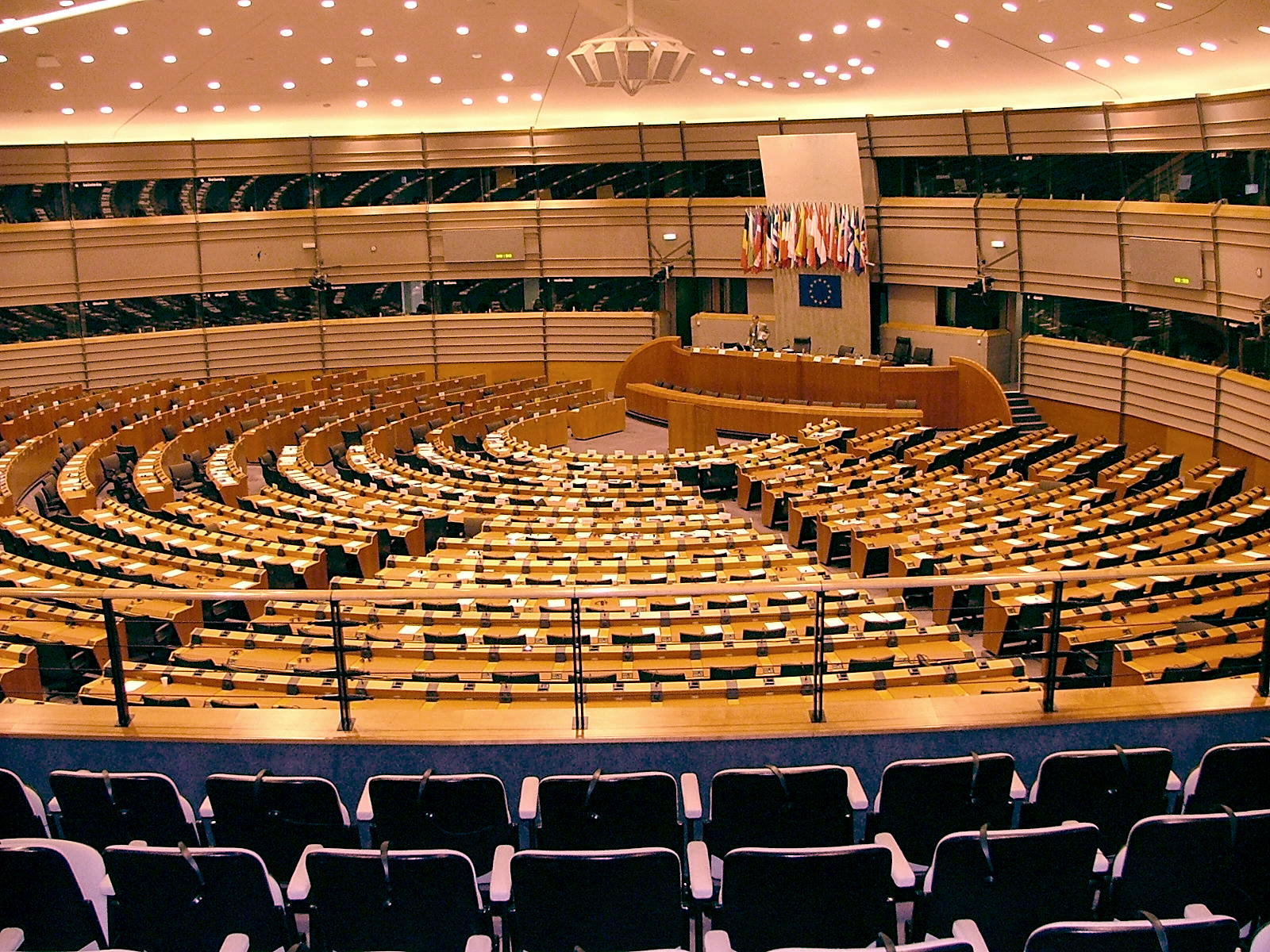
Parlamento Europeo, en Bruselas.

## Objetivos
La política pública sanitaria no sólo se ocupa de la justicia distributiva, sino que también trata de maximizar la salud de toda la población. Por ello, se distinguen dos objetivos en la política sanitaria que deben ser ponderados:
- Maximizar la salud
- Reducir las desigualdades en salud

Se trata de racionalizar para aumentar la calidad de vida y la eficiencia, teniendo como referentes fundamentales a la equidad y la ética, en el marco del contrato social de los profesionales, los gestores y los políticos sanitarios.

## La toma de decisiones políticas
Las decisiones políticas pueden cambiar el panorama social y la organización sanitaria de un país, de una región o de una localidad. Estas decisiones dependen de los siguientes puntos:
- la ideología de los partidos políticos
- las personas con responsabilidades públicas, por su sensibilidad social y por sus conocimientos
- la actitud política ante la necesidad y la capacidad de los médicos y las enfermeras.

La toma de decisiones políticas han de sustentarse en un mejor conocimiento de la realidad y en opciones de intervención más efectivas. La inteligencia sanitaria busca lograr la combinación de información, conocimiento basado en la experiencia y actitud que facilita la selección del curso de acción óptimo en cada contexto y situación. Su objetivo es ayudar a llevar a buen término, mediante la consideración de la mejor ciencia, la adaptación del sistema sanitario a las modificaciones de la realidad social para mejorar la salud de las poblaciones y los individuos.
Las fuentes de información de los políticos suelen ser:
- del propio sistema sanitario;
- de las publicaciones: libros, revistas, radio, televisión, etc;
- de los asesores y organizaciones asesoras: Instituto Nacional de Estadística, CSIC, informes, etc.

Los parámetros que marcan el estilo de hacer política sanitaria son:
- la capacidad de llegar a acuerdos entre todas las sensibilidades políticas
- la forma de provisión de la atención (pública, privada o mixta)
- el tipo de financiación (pública, privada o mixta)
- la equidad en la distribución de los recursos disponibles
- la igualdad en los derechos sanitarios de los ciudadanos
- y la calidad de los servicios sanitarios prestados.

## Niveles de servicios sanitarios
Si la atención primaria de salud se infra-desarrolla frente a la especializada (si se opta por las políticas verticales de programas especializados) se está perjudicando a los excluidos de la sociedad que tendrán dificultades de acceso a esos programas verticales.
Aunque los factores sociodemográficos, sin duda, influyen en la salud, un sistema sanitario orientado hacia la atención primaria es una estrategia política de gran relevancia debido a que su efecto es claro y relativamente rápido, en particular respecto a la prevención de la progresión de la enfermedad y los efectos de las lesiones, sobre todo a edades más tempranas.

## Innovaciones sanitarias
Los parlamentos nacionales y regionales, y los órganos responsables de sanidad de los partidos políticos, promueven iniciativas legislativas para fijar y aplicar en la práctica:
- La sistemática de evaluación previa y uso controlado de las tecnologías e innovaciones sanitarias en los sistemas nacionales de salud (o los servicios sanitarios subordinados) que definen las instituciones[5] y técnicas,[6] con el fin de asegurar la calidad y sostenibilidad de cada Sistema Nacional de Salud.

- Las exigencias de transparencia y eficiencia en la labor de las agencias de evaluación de tecnologías sanitarias, las de medicamentos y productos sanitarios, las universidades, las agencias públicas de financiación de la investigación médica, las autoridades sanitarias y los servicios de salud.

- La puesta en vigor de los procedimientos y criterios establecidos sobre la salud y la enfermedad, para la definición de los estados y situaciones que justifican la puesta en marcha de la atención sanitaria con cargo a fondos públicos.

- Los colegios de médicos instan a los parlamentos, y a los partidos políticos con representación parlamentaria, a adoptar resoluciones que fomenten mejoras en el proceso de adopción de las innovaciones sanitarias, y al control de su uso apropiado en el Sistema Nacional de Salud.[7]

- Potenciar la innovación y visibilizar la Inteligencia sanitaria en Atención Primaria de Salud.[8]

## Política farmacéutica
La regulación farmacéutica es una rama de la política sanitaria que se ocupa del desarrollo, el suministro y la utilización de los medicamentos dentro de un sistema de salud. Abarca compuestos farmoquímicos (nombre de marca y genéricos), biológicos, vacunas y diversos productos sanitarios. 
La política farmacéutica regula:
1. Investigación en Ciencias de la Salud y Ensayo clínico.
2. Derecho de patentes farmacéuticas.
3. Licencias y Registros.
4. Comercialización.
5. Gestión de la fórmulación.
6. Elegibilidad.
7. Prescripción médica.
8. Servicios de farmacia (pública y privada).

## Política socio-sanitaria
Las políticas sociales que también influyen en la salud pública son la educativa, la higiene del agua y de los alimentos, la vivienda, el trabajo digno, la justicia y la redistribución de la riqueza.
Estrictamente hablando, la política sociosanitaria sería una política social intersectorial, es decir, una política mediante la cual se busca la coordinación de dos políticas sectoriales, en este caso la política sanitaria y la política de servicios sociales. ¿Por qué es necesario diseñar e implementar una política sociosanitaria y no basta con el trabajo de la política sanitaria, por un lado, y de la política de servicios sociales, por otro? La razón es que hay un buen número de personas en las que se presentan de forma notablemente intensa, simultánea e interrelacionada las necesidades típicas del ámbito sanitario (que tienen que ver con la salud) y las necesidades propias del ámbito de los servicios sociales (que tienen que ver con la autonomía funcional y la integración relacional). La política sociosanitaria se basa en la simetría y respeto mutuo entre los dos sectores concernidos (servicios sociales y sanidad) y no necesita, en general, estructuras propias sino, más bien, de la coordinación entre el sistema sanitario y el de servicios sociales (en todos los niveles, desde la gobernanza política hasta la gestión del caso) y de la integración asistencial de prestaciones propias de ambos sistemas en servicios y estructuras que formarán parte del uno o del otro.

## Instituciones oficiales por países
| Argentina - Ministerio de Salud Chile - Ministerio de Salud Colombia - Ministerio de la Protección Social Costa Rica - Ministerio de Salud Cuba - Ministerio de Salud Pública España - Ministerio de Sanidad, Servicios Social e Igualdad | Guatemala - Ministerio de Salud Pública y Asistencia Social México - Secretaría de Salud Panamá - Ministerio de Salud Perú - Ministerio de Salud Uruguay - Ministerio de Salud Pública Venezuela - Ministerio del Poder Popular para la Salud |